# Pacasmayo
Pacasmayo ist eine peruanische Hafenstadt am Pazifik in der Region La Libertad.

## Geografie
Die Stadt liegt rund 70 Kilometer nördlich von Trujillo in der Provinz Pacasmayo und ist Verwaltungssitz des gleichnamigen Distrikts.
Die Stadt hatte beim Zensus 2017 eine Einwohnerzahl von 28.929, zehn Jahre zuvor von 26.105.

## Wirtschaft und Verkehr
Pacasmayo ist ein beliebter Ort des peruanischen Binnentourismus mit vielen kleinen Hotels. Er ist auch Ziel für Surfer, da hier angeblich die längste Welle der Welt bricht (bis zu 1,5 Kilometer in eine Richtung abreitbar). Die Stelle trägt den Namen El Faro und liegt direkt an der Küste nahe Pacasmayo. Außerhalb der Stadt befindet sich die zweitgrößte Zementfabrik Perus.
Pacasmayo war ab 1872 Ausgangspunkt der Bahnstrecke Pacasmayo–La Viña, die sich weiter im Inland gabelte: Der eine Ast der Strecke führte nach Guadalupe, der andere ins Tal des Río Jequetepeque, wo er seit 1907 in Chilete endete.